# El Caribe (periódico)
El Caribe fue un periódico quincenal publicado en la isla de Roatán en Honduras. Era editado por Tomás B. McField y su director era Rafael Barahona Mejía.
La primera edición del periódico fue impresa en Roatán el 1 de junio de 1918.